# エアスピード アンバサダー

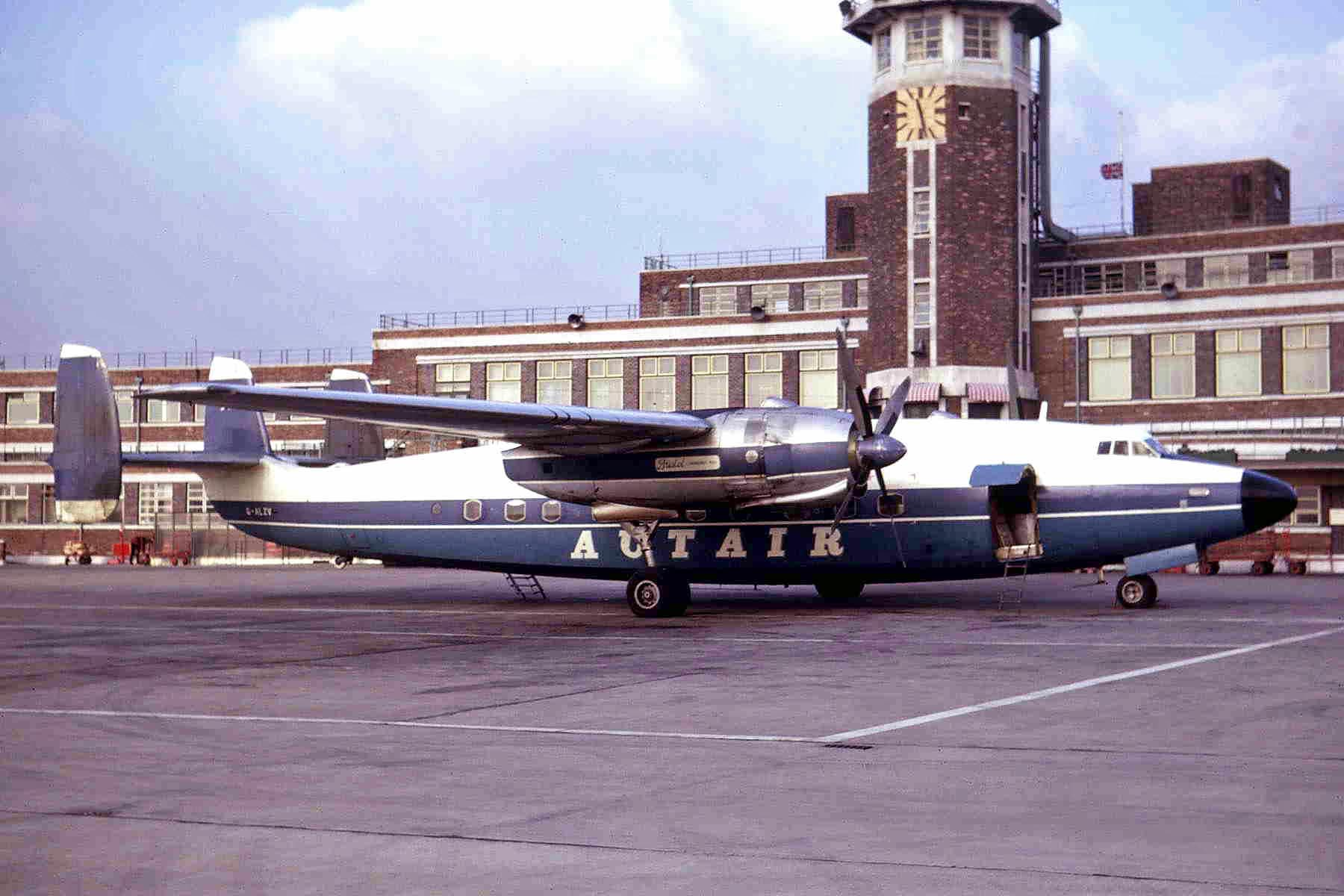
Airspeed Ambassador

エアスピード アンバサダーは、1950年代はじめのイギリス・エアスピード社製の双発レシプロ旅客機である。1947年7月10日に初飛行し1950年代を通して少数が運用された。
開発当時のヨーロッパの短距離路線の機体、カーチス・コマンド（軍用輸送機C-46の民間放出機）、ダグラス DC-3、アブロ ランカストリアン、ビッカース ヴァイキングなどに比べれば近代的な機体であった。3枚の垂直尾翼は、ロッキード コンステレーションを思わせるものがある。英国欧州航空 (BEA) で20機ほどが、1952年から1958年まで使われた。ダン・エアーでも使われた。
バイカウントやロッキード・エレクトラなどの高速なターボプロップ機の時代が到来したため、少数の生産に終わった。
1958年、イングランドのサッカークラブ、マンチェスター・ユナイテッドの選手が犠牲になった事故「英国欧州航空ミュンヘン空港オーバーラン事故 (ミュンヘン航空惨事)」を起こした機体である。

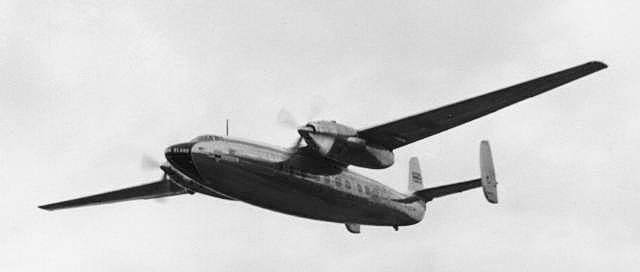
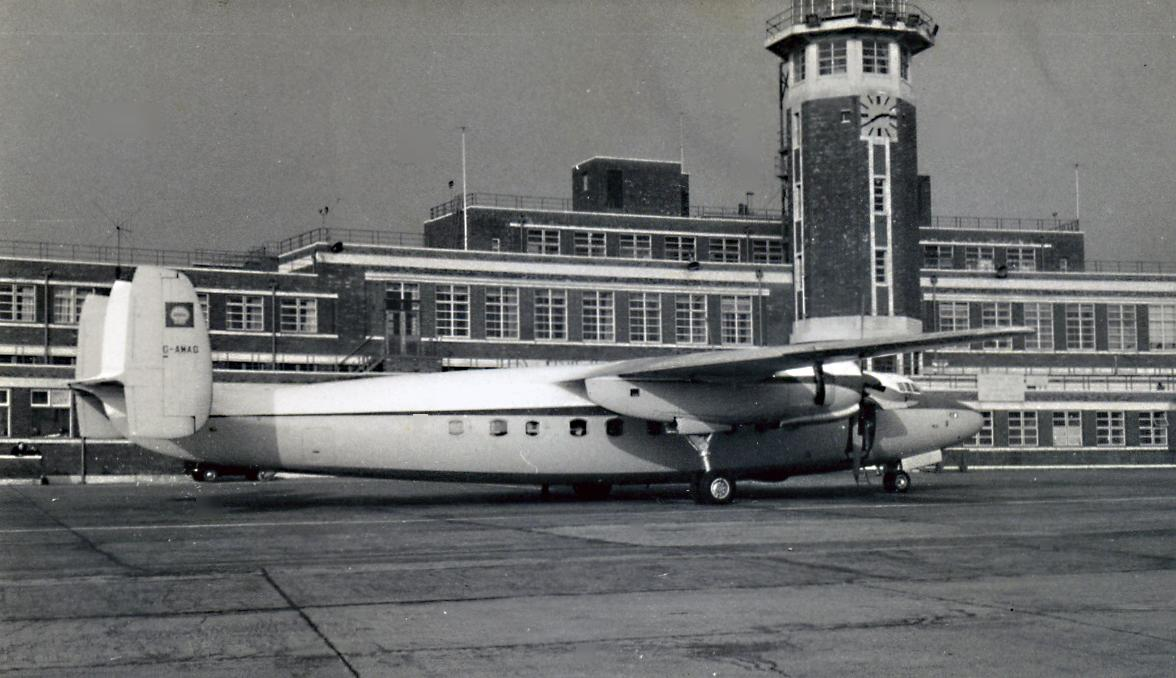
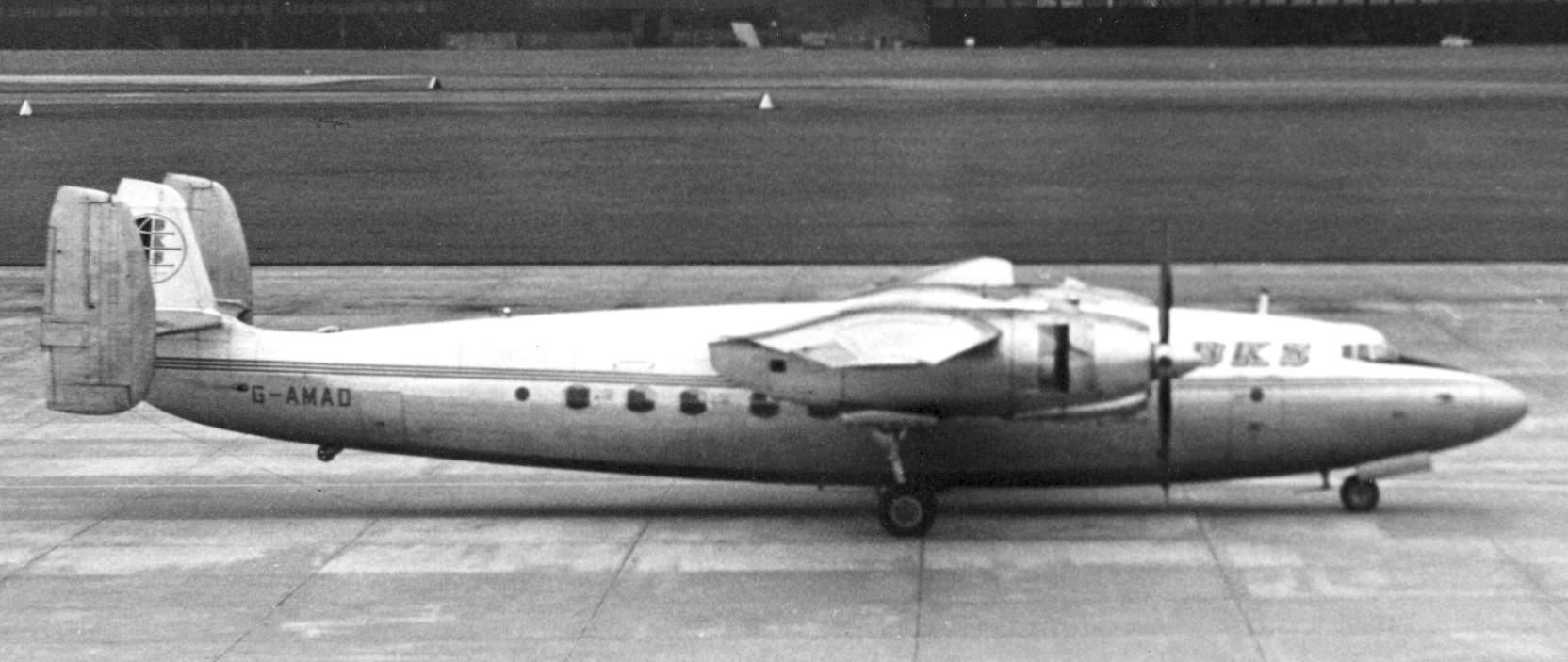

## 要目
- 全巾：35.05m
- 全長：24.99m
- 全高：5.74m

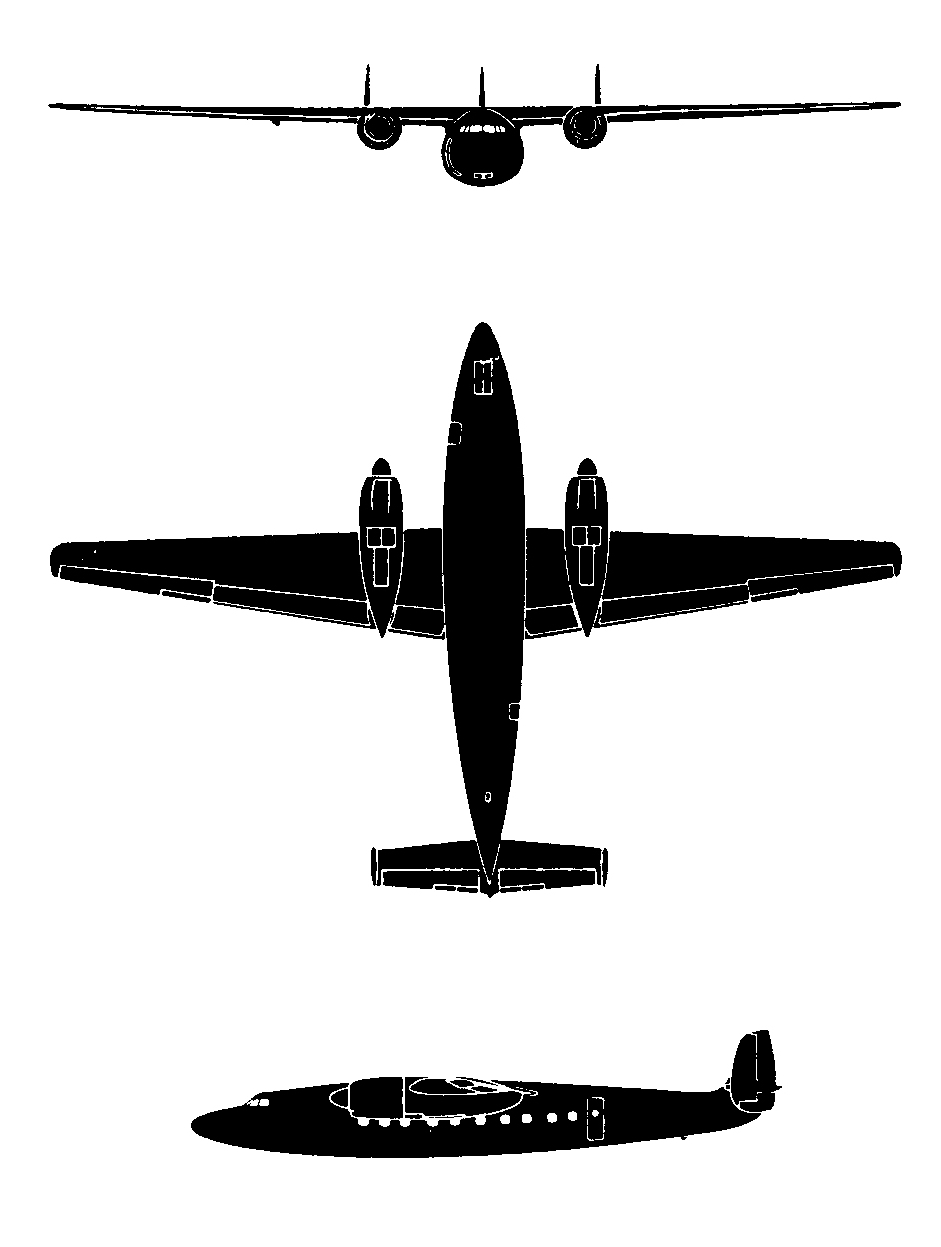
Airspeed Ambassador

- エンジン：ブリストル セントーラス 601×2
- 出力：2,625 ps×2
- 乗員：3名
- 乗客：55人
- 最大離陸重量：24,947 kg
- 最大速度：502 km/h
- 航続距離： 1,930 km
- 最高到達高度：11,000 m